# Geoffrey Picard
Geoffrey William Picard (Oakland, 20 de marzo de 1943-Tahoe City, 14 de septiembre de 2002) fue un deportista estadounidense que compitió en remo. Participó en los Juegos Olímpicos de Tokio 1964, obteniendo una medalla de bronce en la prueba de cuatro sin timonel.

## Palmarés internacional
| Juegos Olímpicos | Juegos Olímpicos | Juegos Olímpicos  | Juegos Olímpicos   |
| Año              | Lugar            | Medalla           | Prueba             |
| ---------------- | ---------------- | ----------------- | ------------------ |
| 1964             | Tokio (Japón)    | Medalla de bronce | Cuatro sin timonel |